# Риффо, Мадлен

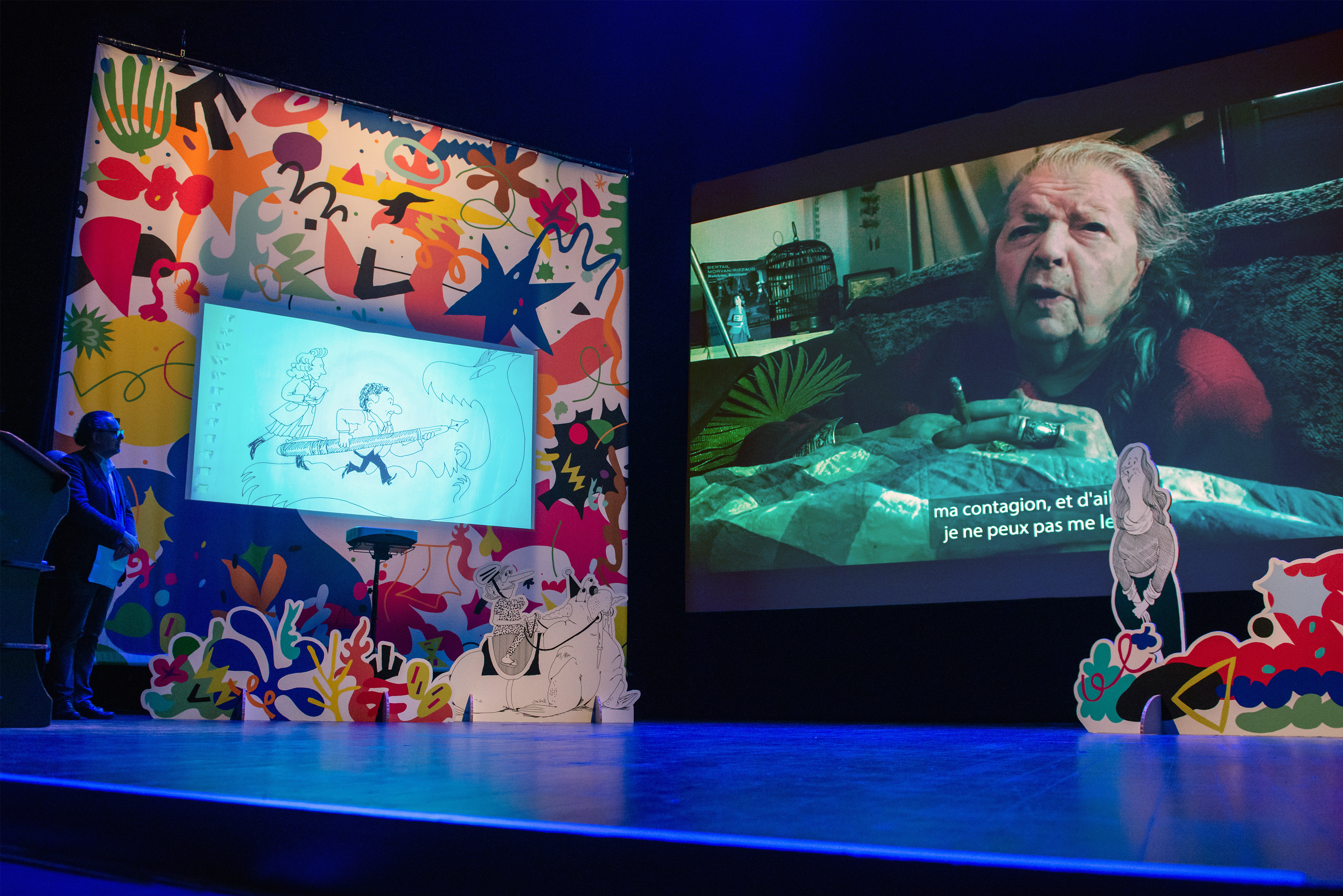

Мадлен Риффо (фр. Madeleine Riffaud; 23 августа 1924[…], Арвиллер, Сомма — 6 ноября 2024[…], III округ Парижа, Paris Centre) — активная участница французского движения Сопротивления, журналистка, военный корреспондент, поэтесса и переводчица.

## Биография

### Юность и участие в движении Сопротивления
Мадлен Риффо родилась 23 августа 1924 года в коммуне Арвилье департамента Сомма в Северной Франции. В 1940 году после нападения нацистской Германии она с семьей покинула родные места и отправилась на юго-запад страны. Колонна беженцев, в которой шла семья Риффо, была обстреляна немецкими самолётами.
В 1942 году Мадлен переезжает в Париж и устанавливает связь с подпольной организацией французских коммунистов. В подполье Мадлен была известна под псевдонимом Райнер в честь австрийского поэта Райнера Мария Рильке.
23 июля 1944 года Мадлен Риффо на мосту Сольферино застрелила немецкого унтер-офицера. В ходе погони была арестована вишистской полицией и передана гестапо. В фашистских застенках Мадлен подвергалась пыткам и издевательствам, а после неудачной попытки побега её приговорили к расстрелу. Однако 18 августа она была освобождена в ходе обмена пленными.
Мадлен быстро вернулась в строй и приняла участие в парижском восстании. Ей было присвоено звание лейтенанта. В ночь на 23 на 24 августа французские партизаны под командованием Риффо на железнодорожной станции Ménilmontant в окрестностях Бельвиля взяли в плен 80 солдат вермахта, а также захватили два немецких поезда с боеприпасами.
В 1945 году Мадлен вышла замуж за активиста ФКП Пьера Дакса. Брак продолжался до 1953 года.

### Журналистская деятельность
В 1945 году Мадлен Риффо начала сотрудничать с газетой Ce soir Луи Арагона. Впоследствии она стала постоянным корреспондентом L’Humanité — центрального органа французской компартии.
В 1946 году Риффо познакомилась с лидером вьетнамских коммунистов Хо Ши Мином. В своих публикациях освещала события Индокитайской войны с провьетнамских[уточнить] и антиколониальных позиций.
После начала алжирской войны с 1954 года Мадлен Риффо работала военным корреспондентом в Алжире. Резко критиковала действия французской армии и разоблачала её преступления. Свои корреспонденции Риффо часто подписывала старым псевдонимом Райнер.
В июне 1962 года во время беспорядков в Оране на Мадлен Риффо было совершено нападение оасовцами. В ходе избиения ей сломали руку и нанесли черепно-мозговую травму.
На протяжении семи лет, с 1964 по 1971 год, Риффо вела регулярные репортажи с вьетнамской войны. Вместе с вьетнамскими партизанами прошла не одну сотню километров по джунглям.
После возвращение во Францию работала медсестрой в парижской больнице, о чём написала книгу Les Linges De La Nuit (1974).
23 августа 2024 года Риффо исполнилось 100 лет, и она умерла менее чем через три месяца, 6 ноября, в своей парижской квартире.

## Книги
- Le Poing Fermé (1945)
- Le Courage D’aimer (1949)
- Les Carnets de Charles Debarge, documents recueillis et commentés par Madeleine Riffaud (1951)
- Les Baguettes de Jade (1953)
- Le Chat si Extraordinaire (1958)
- Ce que j’ai vu à Bizerte (1961)
- Merveille et Douleurs : l’Iran (1963)
- De votre Envoyée Spéciale… (1964)
- Dans Les Maquis «Vietcong» (1965)
- Au Nord-Vietnam : écrit sous les bombes (1967)
- Nguyễn Đinh Thi : Front du Ciel (Mãt trãn trên cao) (1968)
- Cheval Rouge : Anthologie Poétique, 1939—1972 (1973)
- Les Linges de la Nuit (1974)
- On L’appelait Rainer : 1939—1945 (1994)
- La Folie du Jasmin : poèmes dans la nuit coloniale (2001)
- Bleuette (2004)

### Издания на русском языке
Мадлен Риффо От вашего специального корреспондента М. Издательство Правда 1965
- Риффо М. У партизан Южного Вьетнама. М. Военное издательство, 1967 г.